# Конная статуя герцога Веллингтона в Глазго
Конная статуя Артура Уэлсли, 1-го герцога Веллингтона, расположенная рядом с Королевской биржей, ныне известной в качестве Галереи современного искусства Глазго, Шотландия, является одной из самых знаковых достопримечательностей Глазго.
Статуя герцога на любимом коне Копенгагене была создана итальянским художником Карло Марокетти и установлена в 1844 году благодаря общественной подписке в ознаменование успешного окончания в 1815 году длительных французских революционных и наполеоновских войн. По крайней мере с 1980-х годов представители общественности традиционно надевают на голову статуе дорожный конус. Статуя внесена в список скульптур категории А.

## Дорожный конус
В последнее время статуя стала известна тем, что увенчана дорожным конусом. Украшение статуи конусом продолжалось в течение многих лет, утверждалось, что эта традиция представляет собой проявление чувства юмора местного населения. Она началась в 1980-х годах, если не раньше.
В 2005 году городской совет Глазго и полиция Стратклайда обратились к общественности с просьбой не заменять конус, сославшись на незначительное повреждение статуи и возможность получения травмы при попытке установить конус.
В 2011 году путеводитель Lonely Planet включил статую в список «10 самых причудливых памятников на Земле».
В 2013 году городской совет Глазго выдвинул планы реставрационного проекта стоимостью 65 000 фунтов стерлингов, который включал предложение удвоить высоту его постамента и поднять его до более чем шести футов, чтобы «удержать всех, кроме самых решительных вандалов». Смета содержала оценку, согласно которой стоимость удаления дорожных конусов со статуи составляла 100 фунтов стерлингов за вызов, что могло достигать суммарно 10 000 фунтов стерлингов в год. Проект был отозван после широкого общественного противодействия, включая онлайн-петицию, собравшую более 10 000 подписей. Поскольку совет указал, что может рассмотреть другие действия против традиции, художественно-политическая организация «Национальный коллектив» организовала митинг в защиту конуса.
В 2014 году в поддержку референдума о независимости Шотландии на статую был установлен конус «Да», а на стремени статуи был установлен флаг.
Конус был заменён на окрашенный в золотой цвет во время Олимпийских игр 2012 года в ознаменование вклада Шотландии в рекордное количество золотых медалей, завоёванных командой Великобритании. Копия статуи с конусом появилась на церемонии открытия Игр Содружества в 2014 году, а затем на статую снова был помещён золотой конус, чтобы отметить успех этих соревнований.
В 2015 году городской совет Глазго протестировал высокотехнологичное программное обеспечение для видеонаблюдения стоимостью 1,2 миллиона фунтов стерлингов, проверяя, может ли оно автоматически обнаруживать людей, кладущих конусы на статую; возможность реализации проекта была доказана.
31 января 2020 года, в день Брексита, проевропейские сторонники поместили на голову статуи конус, разрисованный в виде флага ЕС.
В марте 2022 года в поддержку Украины и в знак протеста против вторжения в неё России к статуе был прикреплён конус цветов украинского флага.

## Галерея

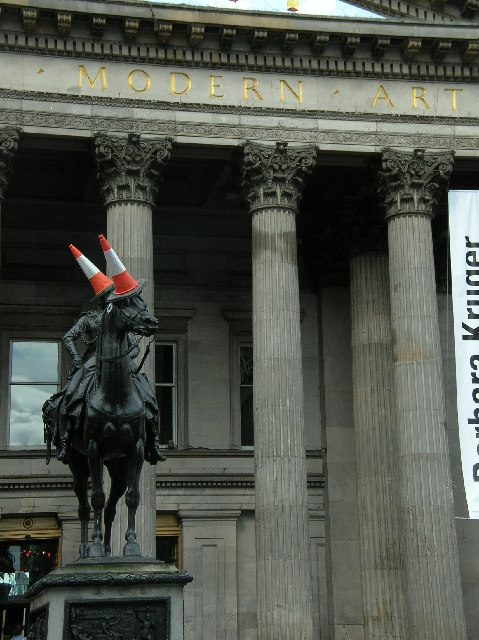
С двумя конусами, 2005 год
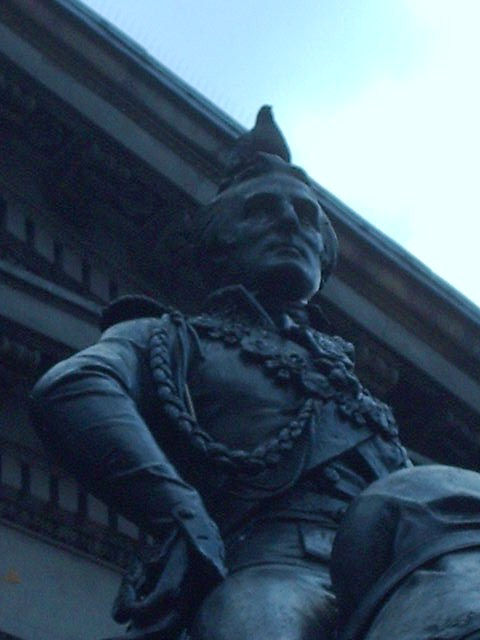
С голубем, 2008 год
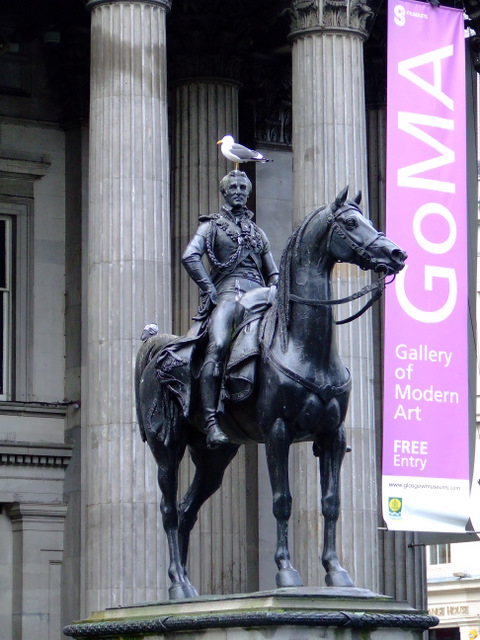
С чайкой, 2011 год
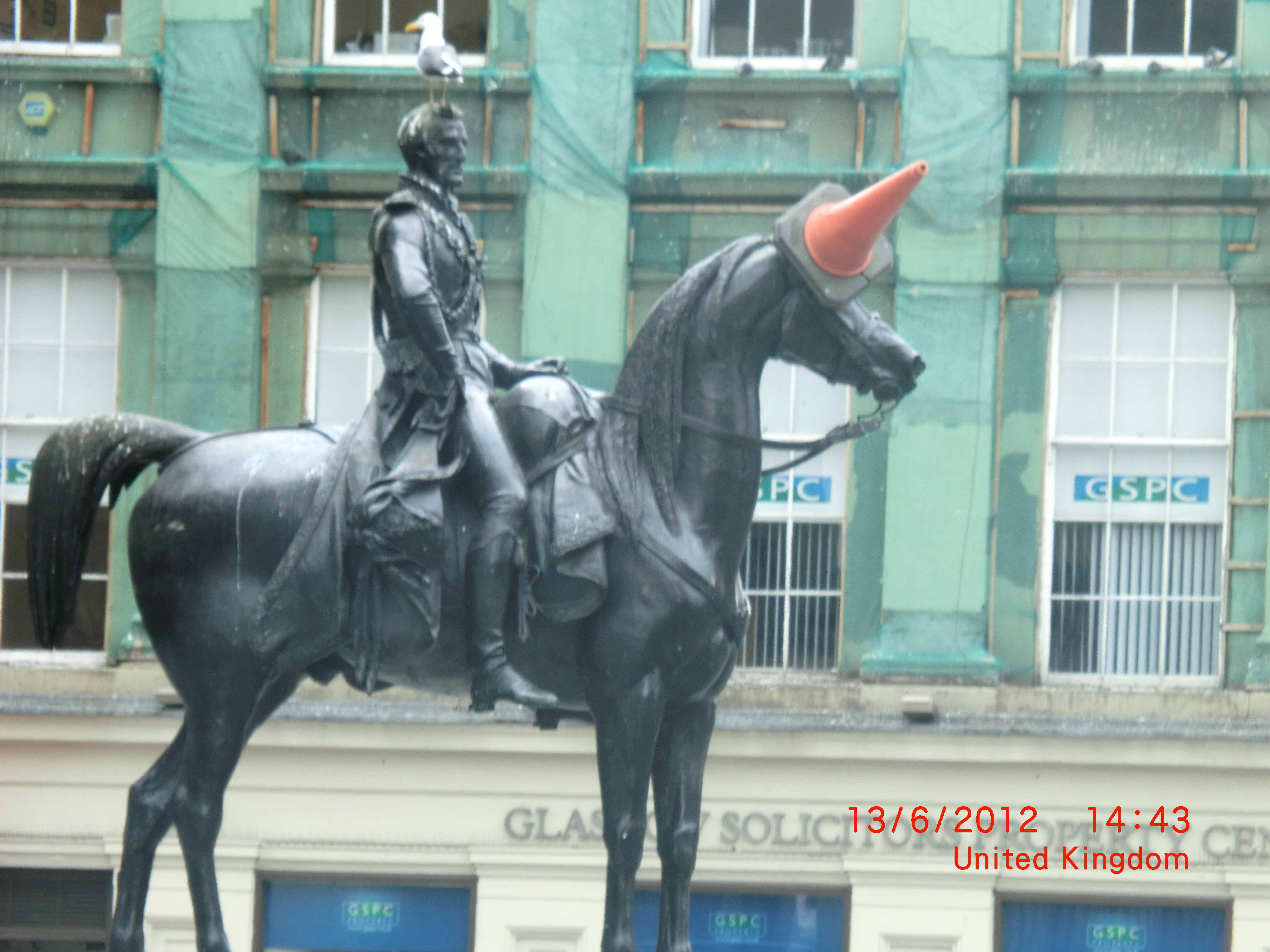
С чайкой и конусом (но без голубя), 2012 год